# RN2 (Benin)

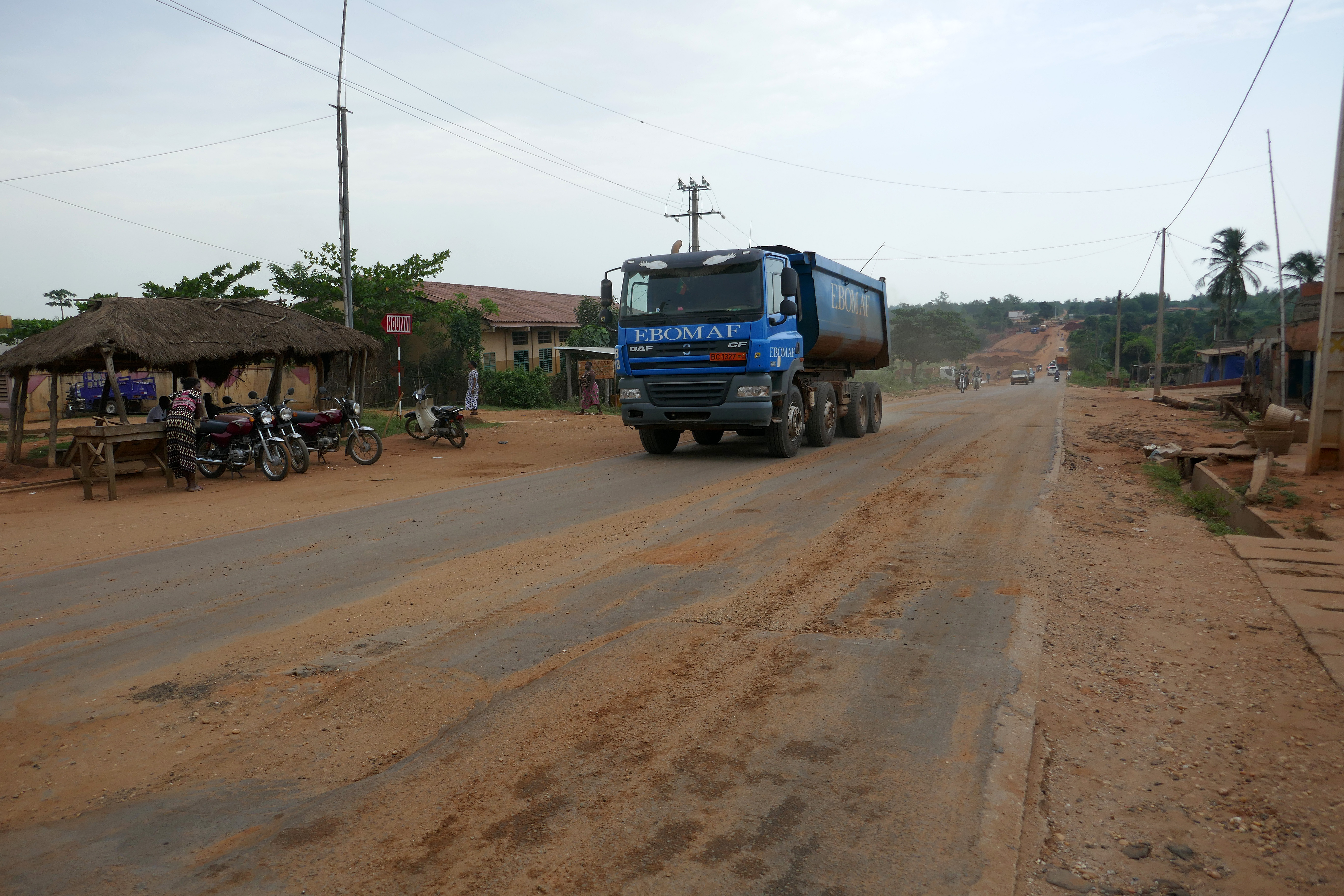
RN2 in Houéyogbé

Die RN2 ist eine Fernstraße in Benin, die in Aplahoué aus der RNIE4 hervorgeht.
Nach nur wenigen Kilometer gabelt sich die Fernstraße in zwei Straßen auf, die sich in Lokossa wieder treffen. Der erste Teil verläuft relativ gerade über Deve und Adjiga nach Lakossa. Der zweite Teil umfährt den Abschnitt über ein unbedeutendes Gebiet ebenfalls nach Lakossa. In Comè endet die Fernstraße, wo sie in die RNIE1 übergeht. Insgesamt ist sie 77 Kilometer lang.